# Lombok-Erdbeben vom 5. August 2018
Das Lombok-Erdbeben vom 5. August 2018 war ein destruktives, flaches Erdbeben mit der Momenten-Magnitude 6,9 Mw (7,0 ML auf der Richterskala). Es traf am Abend des 5. August 2018 um 19:46 Uhr Ortszeit die indonesische Insel Lombok. Das Erdbeben war das Hauptbeben zu dem Erdbeben vom 29. Juli 2018.
Das Epizentrum des Bebens lag an Land, unweit des Ortes Loloan im Regierungsbezirk Nord-Lombok. Als der Riss sich nordwärts fortsetzte und das Meer erreichte, wurden ein kleiner Tsunami mit einer Wellenhöhe von 13 Zentimetern ausgelöst. Die Erschütterungen wurden auf der gesamten Insel als schwer und auf den benachbarten Inseln Bali und Sumbawa als stark gemeldet. Durch die Auswirkungen des Erdbebens wurden mindestens 480 Personen getötet. Rund 7800 Menschen wurden verletzt, etwa 350.000–417.000 Bewohner wurden obdachlos.

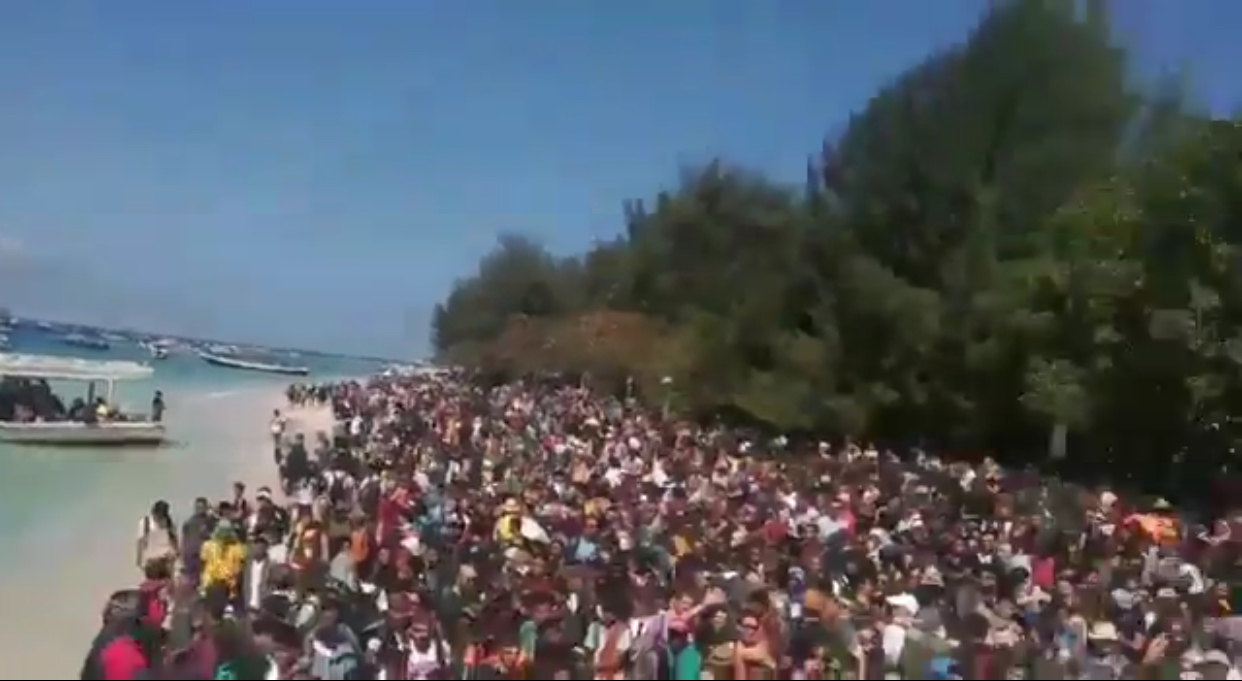
Touristen am Strand der Insel Gili Trawangan warten auf ihre Evakuierung

Sowohl auf Lombok als auf Bali wurden verbreitet Sachschäden gemeldet. Nach Behördenangaben wurden mindestens 80 % der Bauwerke in Nord-Lombok beschädigt oder zerstört. Insgesamt wurden etwa 70.000 Häuser, 470 Schulen und 65 Moscheen beschädigt. Der entstandene Sachschaden wird auf mehr als 440 Millionen Euro geschätzt.
In den Tagen nach dem Hauptbeben ereigneten sich hunderte Nachbeben, das vorerst stärkste davon am 9. August hatte eine Moment-Magnitude von 5,9, am 19. August ereigneten sich zwei schwere Beben: Eines zu Mittag mit der Stärke 6,3 und ein weiteres um 22:56 Uhr Ortszeit mit der Stärke 6,9, dessen Epizentren im Meer, in 25 Kilometern Tiefe lagen. Auf Lombok und der Nachbarinsel Sumbawa kamen mindestens 20 Menschen ums Leben, zwei Dutzend weitere wurden verletzt. Dass nicht mehr Todesopfer zu beklagen sind, lag auch daran, dass sich viele Menschen im Freien oder in Notunterkünften aufhielten. Auf großen Teilen der Insel fiel der Strom aus, zudem stürzten wieder zahlreiche Gebäude ein. Laut Sutopo Purwo Nugroho, dem Sprecher der indonesischen Katastrophenschutzbehörde, handelte es sich bei dem nächtlichen Beben am 19. August nicht um ein Nachbeben, sondern um ein neues Hauptbeben. In den folgenden Stunden wurden mindestens fünf starke Nachbeben registriert.

## Tektonischer Überblick
Das Erdbeben vom 5. August 2018 mit der Magnitude Mw 6,9 ereignete sich als Ergebnis einer flachen Unterschiebung an oder beim Flores-Backarc-Verschub. Vorläufige Untersuchungen des Fokalmechanismus deuten darauf, dass das Erdbeben entweder an einer flachen, nach Süden abfallenden Überschiebung oder einer steilen, nach Norden abfallenden Aufschiebung erfolgte. An dem Breitengrad dieses Erdbebens konvergieren Sundaplatte und Australische Platte in Nord-Süd-Richtung mit einer Geschwindigkeit von 70 mm/Jahr. Die Lage dieses Erdbebens ist konsistent mit einer südwärtsorientierten Überschiebung im Bereich des Flores-Backarc-Verschubs.
An der Stelle des Ereignisse unterschiebt die Sundaplatte den indonesischen Inselbogen nach Süden, am Flores-Backarc-Verschub und weiter östlich entlang des Wetar-Backarc-Verschubs. Im Süden unterschiebt die australische Platte außerdem den Sundabogen nach Norden, entlang dem Sundagraben. Die Flores-Region markiert den Übergang zwischen traditioneller ozeanischer Plattensubduktion im Westen (Australische Platte unter Sundaplatte) zur Kollision von Kontinentalplatten im Osten. Als Ergebnis davon sind bei Schnittdarstellungen zwei gegensätzliche Verschiebungssysteme erkennbar, und die nordwärts abtauchende Scholle der Australischen Platte existiert tief unter den Inseln Indonesiens und der Floressee. Die Herdflächenlösung und die Tiefe dieses Erdbebens deuten an, dass es eher mit dem Flores-Backarc-Verschub in Zusammenhang steht als mit der tiefer liegenden Australischen Platte.
In der Region um das Erdbeben von 5. August 2018 ereigneten sich während der letzten einhundert Jahre sechs andere Erdbeben mit einer Magnitude M 6,5 oder größer. Vier von ihnen ereigneten sich wahrscheinlich in einem Backarc-Verschub; ein Erdbeben mit der Magnitude M 6,5 im Bereich von Bali westlich von Lombok im Juli 1976 sowie drei Ereignisse mit den Magnituden M 6,5, M 6,5 und M 6,6 in der Region Sumbawa östlich von Lombok im November 2007 und im November 2009. Im Zusammenhang mit den Sumbawa-Erdbeben gab es mehrere Tote und hunderte von Verletzten und hunderte von Behausungen wurden zerstört.

## Hilfsmaßnahmen
Indonesien hat keinen nationalen Notstand ausgerufen und derzeit keine internationale Hilfe angefragt. Das Indonesische Rote Kreuz (Palang Merah Indonesia, PMI) unterstützt mit mehr als hundert Helfern die Rettungsarbeiten.
Nichtstaatliche Hilfsorganisationen aus Deutschland wie Caritas International stellen 50.000 Euro für die Soforthilfe bereit. Humedica entsendeten ein medizinisches Einsatzteam in die Erdbebenregion.

## Belege
1. 1 2 3  Mindestens zwölf Tote bei neuen Erdbeben in Indonesien. In: Salzburger Nachrichten. 20. August 2018, abgerufen am 20. August 2018.
2. 1 2 3  Zahl der Toten nach Erdbeben auf Lombok auf 460 gestiegen. In: Salzburger Nachrichten. 15. August 2018, abgerufen am 17. August 2018.
3. ↑  Mindestens 142 Tote nach starkem Erdbeben in Indonesien. In: Der Tagesspiegel. 6. August 2018, abgerufen am 9. August 2018.
4. 1 2  Erdbeben auf Lombok: 319 Tote geborgen, starkes Nachbeben. In: Tiroler Tageszeitung. 9. August 2018, abgerufen am 19. März 2020.
5. ↑  M 5.9 - 3km SE of Todo, Indonesia. United States Geological Survey, 9. August 2018, abgerufen am 10. August 2018 (englisch).
6. ↑  M 6.9 - 2km S of Belanting, Indonesia. United States Geological Survey, 19. August 2018, abgerufen am 21. August 2018 (englisch).
7. ↑  Die Zahl der Todesopfer auf Lombok steigt auf 555. In: NZZ. 24. August 2018, abgerufen am 6. September 2018.
8. ↑  resh Lombok quake a new mainshock, says govt. In: reliefweb.int. 20. August 2018, abgerufen am 21. August 2018 (englisch).
9. ↑  Wieder Tote bei Erdbeben in Indonesien. In: www.t-online.de. (t-online.de [abgerufen am 21. August 2018]).
10. 1 2 3  M 6.9 – 3km SSE of Loloan, Indonesia. United States Geological Survey, 5. August 2018, abgerufen am 7. August 2018 (englisch).
11. ↑  Indonesia: Lombok quakes don't meet national disaster status. In: Springfield News-Sun. 21. August 2018, archiviert vom Original (nicht mehr online verfügbar) am 21. August 2018; abgerufen am 21. August 2018 (englisch).  Info: Der Archivlink wurde automatisch eingesetzt und noch nicht geprüft. Bitte prüfe Original- und Archivlink gemäß Anleitung und entferne dann diesen Hinweis.
12. ↑  https://www.drk.de/presse/pressemitteilungen/meldung/indonesische-insel-lombok-erneut-von-schwerem-erdbeben-erschuettert
13. ↑  https://www.presseportal.de/pm/67602/4027413
14. ↑  https://www.humedica.org/berichte/2018/humedica-schickt-aerzteteam-auf-die-indonesische-insel-lombok/index_ger.html